# John Lafia
John Lafia (* 2. April 1957; † 29. April 2020 in Los Angeles, Kalifornien), auch bekannt als John J. Lafia, war ein US-amerikanischer Regisseur, Drehbuchautor und Komponist.

## Leben und Karriere
John Lafia studierte an der UCLA, wo er 1980 seinen Abschluss im Bereich Film und Fernsehen machte. Er gab im Jahr 1988 sein Debüt als Regisseur und Drehbuchautor mit dem Kriminalfilm Blue Iguana oder Der Sarg ist himmelblau. Im selben Jahr war er als Autor am Drehbuch für den Horrorfilm Chucky – Die Mörderpuppe beteiligt. Auch als Regisseur wandte er sich dem Horrorgenre zu. Nachdem Lafia zwei Folgen der Serie Freddy’s Nightmares inszeniert hatte, drehte er 1990 den Horrorstreifen Chucky 2 – Die Mörderpuppe ist wieder da. Es folgten vor allem Arbeiten für das Fernsehen, darunter 10.5 – Die Erde bebt (2004). Zuletzt trat er mit Wildfires – Lauffeuer aus dem Jahr 2006 in Erscheinung.
Für seine Beteiligung am Drehbuch zu Chucky – Die Mörderpuppe wurde er zusammen mit Tom Holland und Don Mancini für den Saturn Award nominiert, sein Film Man’s Best Friend (1993) bekam eine Auszeichnung als Bester Film im Gérardmer Film Festival. Insgesamt war er als Filmregisseur und Drehbuchautor an mehr als einem Dutzend Produkmtionen für Paramount Pictures, Universal Studios und NBC beteiligt. Er war als Musiker seit 1980 tätig und komponierte u. a. Prayers (1984). Zuletzt erschien mit John Lafia 1980-1985 eine Rockoper im Jahr 2019.
Lafia war mit der Illustratorin Beverly Hong verheiratet. Er war Vater zweier Kinder.

## Filmografie (Auswahl)
- 1988: Chucky – Die Mörderpuppe (Child’s Play)
- 1988: Blue Iguana oder Der Sarg ist himmelblau (The Blue Iguana)
- 1990: Chucky 2 – Die Mörderpuppe ist wieder da (Child’s Play 2)
- 1993: Man’s Best Friend
- 1999: Monster
- 2002: Ratten – Sie sind überall (The Rats)
- 2004: 10.5 – Die Erde bebt (10.5)
- 2006: 10.5 – Apokalypse (10.5: Apocalypse)
- 2006: Wildfires – Lauffeuer (Firestorm: Last Stand at Yellowstone)